# Citroën-Kégresse P15N
Der Citroën-Kégresse P15N war ein speziell für Fahren im Schnee entwickeltes Halbkettenfahrzeug der Bauart Citroën-Kégresse.

## Geschichte
Bereits am Zarenhof hatte Adolphe Kégresse Halbkettenfahrzeuge entwickelt, die speziell für das Fahren in tiefem Schnee gedacht waren. Für Lenin baute er einen Rolls-Royce Silver Ghost zum Halbkettenfahrzeug um.
1928 entwickelte Kégresse aus dem Citroën-Kégresse P7bis speziell für Einsätze im Schnee ein Halbkettenfahrzeug, das 1928 seine Probefahrten erfolgreich absolvierte und die Typenbezeichnung P15N (N für Neige = Schnee) erhielt. Die letzten Fahrzeuge dieses Typs wurden, soweit bekannt, im Jahr 1935 geliefert. Das Fahrzeug lief in kleinen Zahlen bei der französischen Armee, daneben in bergigen und schneereichen Gegenden in ziviler Verwendung. Die Gesamtzahl der gebauten Exemplare ist nicht überliefert, dürfte aber nach derzeitigem Wissensstand zwischen 50 und 100 Stück gelegen haben.

## Technik
Das Fahrzeug hatte viele Ähnlichkeiten mit dem Citroën-Kégresse P17. Das Fahrwerk entsprach von seinem Aufbau her dem des Citroën-Kégresse P17, war indessen erheblich länger gestreckt, ebenso war die Kette breiter, 280 mm im Gegensatz zum P17 mit 225 mm. An den Vorderrädern konnten Kufen befestigt werden, die ein Fahren und Lenken auch in tiefem Schnee ermöglichen sollten.
Für den Kunden standen mehrere Motoren zur Wahl, in der Literatur werden erwähnt:
- Vierzylindermotor des Citroën B14 (Bohrung × Hub 70 × 100 mm, 1538 cm³, 22 PS)
- Vierzylindermotor des Citroën C4 (Bohrung × Hub 72 × 100 mm, 1628 cm³, 30 PS)
- Sechszylindermotor des Citroën C6 (Bohrung × Hub 72 × 100 mm, 2442 cm³, 42 PS)
- Sechszylindermotor des Citroën 15A (Bohrung × Hub 75 × 100 mm, 2650 cm³)
- Sechszylindermotor (Bohrung × Hub 80 × 100 mm, 3015 cm³)

## Einsatz

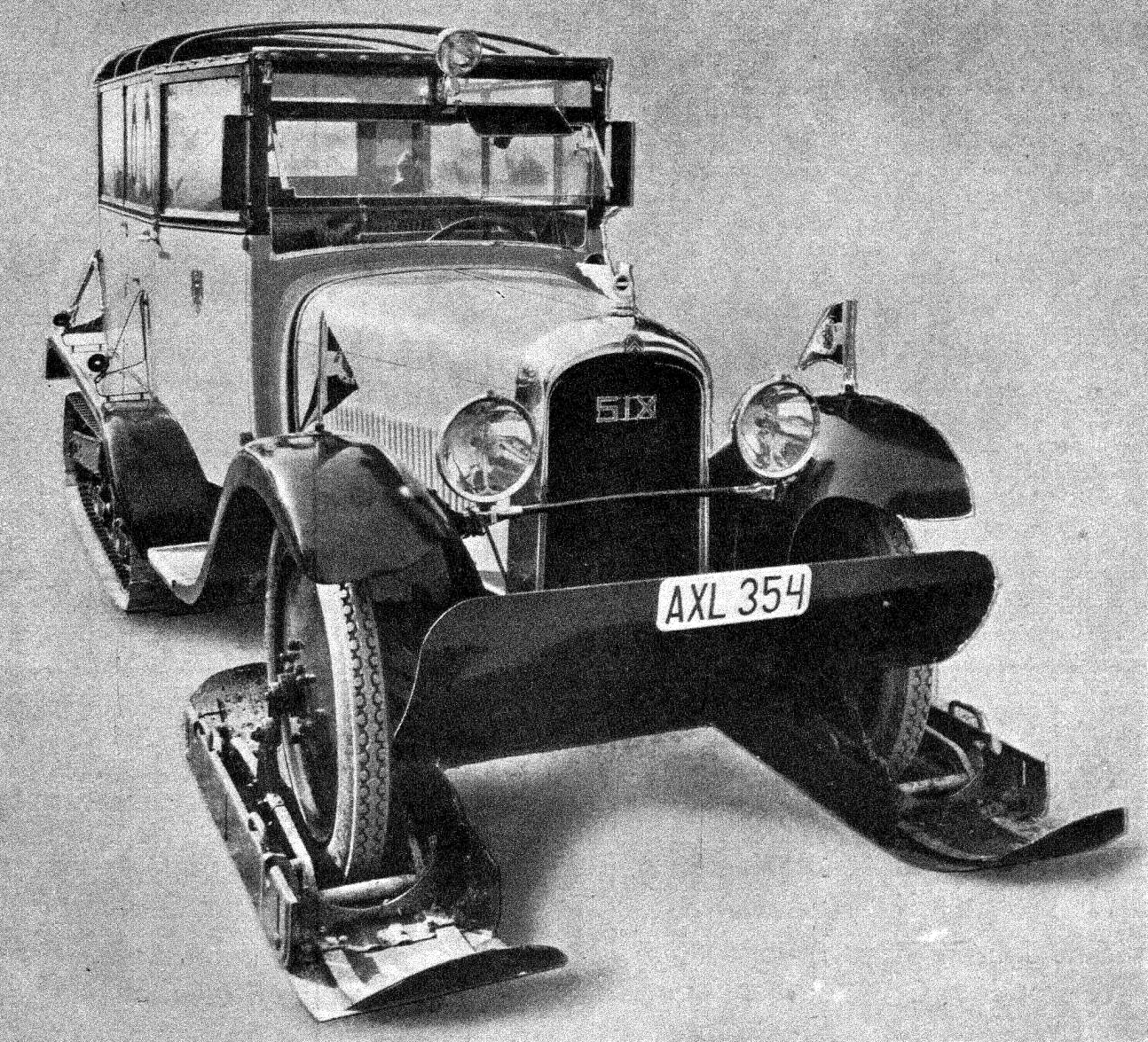
Citroen-Kegresse P15N der Österreichischen Post

Das Fahrzeug war in Gegenden eingesetzt, in denen erfahrungsgemäß im Winter die Wege so verschneit waren, dass es zur Aufrechterhaltung des Verkehrs besonderer Kraftfahrzeuge bedurfte, also vor allem in den Alpenregionen und in Nordeuropa. Bekannt geworden sind folgende Abnehmer des Citroën-Kégresse P15N:
- Für die französische Armee wurden in der Zeit 1928 bis 1935 insgesamt etwa 20 Citroën-Kégresse P15N als Sanitätsfahrzeuge angeschafft. Sie hatten einen kastenförmigen Holzaufbau und wurden bei den Alpenjäger-Bataillonen zum Kranken- und Verwundetentransport bis 1940 eingesetzt. Zwei Fahrzeuge wurden 1932 bis 1924 als Zugmaschine für das französische Gebirgsgeschütz Canon de 75 Montagne modèle 1928 erprobt, zu einer Einführung in das französische Heer kam es nicht[4].
- Die Österreichische Post bestellte 9 oder 10 Citroën-Kégresse P15N als Kleinbusse mit Platz für 7 Passagiere, drei davon jedoch mit etwas größerem Fahrgastraum für 11 Passagiere. Diese Busse waren bis in die 1950er Jahre auf den im Winter gesperrten Straßen über Arlberg und Tauern im Einsatz.[5]
- Fünf Fahrzeuge mit Feuerwehraufbau von Rosenbauer befanden sich im Bestand der Wiener Feuerwehr für den Einsatz in den steilen waldreichen Gegenden am Stadtrand, unter anderem im Kahlenbergerdorf. Das Fahrzeug diente im Winter zudem als Schneepflug.[5][6][7]
- Einige Citroën-Kégresse P15N liefen in Norwegen, sie wurden ohne Aufbau geliefert und erhielten einen solchen erst in Norwegen.
- In Island waren ab 1930 bis in die 1950er Jahre vier Citroën-Kégresse P15N im Einsatz, ein Fahrzeug ist heute in einem Museum in dem kleinen Ort Skógar zu sehen.[8]
- Mehrere Fahrzeuge liefen in der Schweiz. So wurde im Winter 1928/9 mindestens ein Fahrzeug in der Schweiz eingesetzt, um Personen von Chamonix nach St. Moritz zu den Olympischen Winterspielen zu bringen.
- Admiral Byrd verwendete 1933 drei Citroën-Kégresse P15N für seine zweite Antarktis-Expedition[9].